# 路易斯·罗莫
路易斯·罗莫（西班牙語：Luis Romo，1995年6月5日—），墨西哥男子足球运动员，司职后卫。他曾代表墨西哥国奥队参加2020年夏季奥林匹克运动会足球比赛，获得一枚铜牌。